# Милок (уезд)
Милок (вьет. Mỹ Lộc) — уезд на севере провинции Намдинь, Вьетнам.

## Администрация
В уезд Милок входит 11 подчиненных административных единиц: город Милок (столица уезда) и 10 общин: Миха, Михынг, Мифук, Митан, Митханг, Митхань, Митхинь, Митхуан, Митьен, Мичунг.

## История
8 августа 1964 года 5 общин города Намдинь — Локан, Локвыонг, Локха, Локхоа и Миха — были выделены в район Милок.
19 августа 1964 года община Митхуан уезда Милок была расширена за счёт присоединения некоторых территорий общины Кханьлао уезда Вубан.
13 июня 1967 года уезд Милок был объединен с городом Намдинь.
16 февраля 1997 года уезд Милок вновь отделился от города Намдинь.
14 ноября 2003 г. на части территорий общин Михынг (площадью 221,71 га с населением 2256 человек), Митхинь (177,14 га и 1587 человек) и Митхань (70,32 га и 517 человек) основан город Милок.

## География
Уезд имеет площадь 72,7 км², территория низкая, плоская, с аллювиальными почвами. Река Хонгха создаёт хорошие условия для земледелия, выращивания риса. Согласно статистике за 1999 год, в Mилок было 66 000 жителей, 9 % населения — католики. Уезд Милок находится в 7 км от города Намдинь, в 83 км от Ханоя.

## Экономика
Основными отраслями экономики уезда являются механический ремонт, производство строительных материалов и пищевая промышленность.
В деревнях развиты ремёсла: шитьё и производство постельных принадлежностей (Митханг), изготовление из ротанга и бамбука (Гао и Вандон) и другие.

## Транспорт
Через Милок проходят шоссе 10, 21, 38B и железная дорога Север-Юг.